# Тарасенко Олексій Григорович
Олексій Григорович Тарасенко (* 17 (30) вересня 1909, село Домаха, нині Харківської області — † 27 лютого 1991, Суми) — український драматичний актор, театральний режисер. Народний артист Української РСР (1960).

## Творчість
Спершу грав у Харківському пересувному робітничо-колгоспному театрі, з 1939 року — у новоствореному Сумському музично-драматичному театрі імені Щепкіна.
Ролі: Отелло (в однойменній п'єсі Вільяма Шекспіра), Гнат («Безталанна» Івана Карпенка-Карого), Платон («Платон Кречет» Олександра Корнійчука) та інші.
Працював також як режисер («Лимерівна» Панаса Мирного та ін.).

## Вшанування пам'яті
Театральний художник С. М. Блайвас створив портрети актора в ролі Тараса Бульби та Отелло.